# مسجد زیرده
مسجد زیرده مربوط به سدهٔ ۱۰ است و در اردکان، محله زیرده واقع شده و این اثر در تاریخ ۲۹ فروردین ۱۳۵۷ با شمارهٔ ثبت ۱۶۲۷ به‌عنوان یکی از آثار ملی ایران به ثبت رسیده است.